# Erick Cabaco
Erick Cathriel Cabaco Almada (Montevideo, 19 de abril de 1995) es un futbolista ítalo-uruguayo. Juega de defensa central y actualmente se encuentra sin equipo.

## Trayectoria
El 6 de abril de 2013 debutó como profesional en el primer equipo de Rentistas, ingresó al minuto 37 para enfrentar a River Plate, el partido terminó 1 a 0 a favor.
En su segundo encuentro, el 20 de abril, anotó su primer gol oficial, contra Wanderers pero el partido lo perdieron 3 a 1.
A nivel internacional, jugó la primera fase de la Copa Sudamericana 2014. Debutó el 19 de agosto en el Franzini contra Cerro Porteño, jugó todo el partido pero perdieron 2 a 0. La revancha, se llevó a cabo el 26 de agosto en el Estadio General Pablo Rojas, jugó como titular y ganaron 1 a 0, pero quedaron eliminados del certamen por un global de 2 a 1.
Finalizó su segunda temporada con 19 presencias en la máxima categoría de Uruguay, en 18 partidos fue titular. Además de los 2 partidos de la Sudamericana, como titular. También fue capitán del equipo a pesar de su juventud, en algunas oportunidades.
En la 2015-16 se consolidó en la zaga de Rentistas. Disputó el Torneo Apertura, de los 15 partidos estuvo presente en 14 con 90 minutos de juego en cada uno, pero acumuló un total de 7 tarjetas amarillas, lo que le impidió estar presente en uno al llegar a las 5 amonestaciones. Cabaco convirtió 2 goles en el torneo, uno contra el River Plate de Carrasco y otro contra Nacional. Mostró un buen nivel en el primer semestre de la temporada, una vez que finalizó el Apertura, varios clubes se interesaron en Cabaco, como Peñarol, Estudiantes y Levante.
Finalmente el club que más interés mostró fue Nacional, ya que si bien los dirigentes de Peñarol lo querían, su técnico, Pablo Bengoechea, declaró que Cabaco sería su quinta opción para a zaga.
El 7 de enero de 2016, los tricolores llegaron a un acuerdo para contar con los servicios de Cabaco, a préstamo por 2 años, para disputar el Torneo Clausura y la Copa Libertadores.
Fue presentado oficialmente en Nacional el 12 de enero, junto a Kevin Ramírez y Mauricio Victorino.
Debutó con los tricolores el 20 de enero por la Copa de Verano 2016, fue titular en el clásico del fútbol uruguayo, contra Peñarol en el Estadio Centenario ante más de 30 000 espectadores, mostró un gran nivel y ganaron 3 a 1. En la final jugaron contra Palmeiras y ganaron por penales 4 a 3, pero Cabaco no fue convocado.
Luego el plantel viajó a Córdoba para jugar un partido amistoso, pero Cabaco no pudo estar presente debido a un cuadro gripal. Sus compañeros se enfrentaron a Belgrano y empataron 1 a 1.
Convenció al técnico Gustavo Munúa en las prácticas finales y en la fecha 1 del Torneo Clausura, el 6 de febrero, jugó como titular con la camiseta número 5 contra Villa Teresa, pero tuvo que dejar la cancha al minuto 39 debido a una lesión, ganaron 3 a 0.
A fines de agosto de 2016 fue cedido a préstamo por un año con opción de compra al Nancy de la Ligue 1 de Francia.
Debutó en Europa el 21 de septiembre de 2016, jugó los 90 minutos contra el Bastia y empataron sin goles.
Nancy tuvo una mala temporada, finalizaron en último lugar del campeonato nacional, por lo que descendieron a la Ligue 2. Erick estuvo presente en 20 partidos, de los cuales fue titular en 18. En las copas nacionales, fueron eliminados en la Copa de Francia en segunda ronda, mientras que en la Copa de la Liga llegaron a la semifinal, instancia en la que fueron eliminados por Mónaco, Cabaco disputó un partido de cada competición.
El 1 de julio de 2017, fue cedido nuevamente, esta vez para jugar el Campeonato Uruguayo con el Club Nacional de Football, al día de hoy jugando la Copa Bridgestone Libertadores.
En la temporada 2017-18 llegó a la Liga española para defender los colores del Levante en calidad de cedido. Al término de la cesión, el club azulgrana lo adquirió en propiedad hasta 2022.
El 31 de enero de 2020 el Getafe C. F. hizo oficial su fichaje hasta 2024. Después de participar en 37 partidos durante dos años y medio, en julio de 2022 se marchó al Granada C. F. para jugar cedido durante la temporada 2022-23. Al inicio de la siguiente abandonó la entidad getafense tras rescindir su contrato y fichó por el G. D. Estoril Praia.
En Portugal apenas pudo jugar seis encuentros debido a una lesión de rodilla. Una vez recuperado, en julio de 2024, regresó a España para competir con el Racing Club de Ferrol.

## Selección nacional
Ha sido internacional con la selección de fútbol de Uruguay en las categorías juveniles sub-20 y sub-22.
En 2014 fue parte del proceso de la selección sub-20 de Uruguay conducida por Fabián Coito.
Debutó con la Celeste el 12 de junio ante Paraguay, jugó como titular y ganaron 2 a 1.
En octubre viajó a Chile para jugar el Torneo Cuatro Naciones, contra las selecciones Sub-20 de México, Chile y Colombia en carácter amistoso. Terminaron en tercer lugar luego de ganar el primer encuentro pero perder los dos restantes.
También fue parte del plantel que jugó un cuadrangular amistoso en Paraguay a finales de noviembre. Estuvo presente en los 2 primeros partidos, contra Perú y Paraguay. Cabaco anotó su primer gol con Uruguay el 28 de noviembre, en el último partido de la primera fase contra Panamá, al que derrotaron 2 a 0. Uruguay se coronó campeón al vencer a Panamá por penales en la final.
El 3 de enero de 2015 fue seleccionado para defender a Uruguay en el Campeonato Sudamericano Sub-20. Jugó 8 partidos, fue titular en la zaga Celeste, terminaron en tercer lugar, clasificaron al Mundial Sub-20 y a los Juegos Panamericanos.
El 14 de mayo fue convocado para defender a Uruguay en la Copa Mundial Sub-20 de Nueva Zelanda. Debutó a nivel mundial, el 31 de mayo en el primer partido de la fase de grupos, fue titular contra Serbia y ganaron 1 a 0. el siguiente rival fue México, jugaron el 3 de junio y fue un encuentro parejo, pero al minuto 91 Cabaco fue expulsado, con el marcador igualado a 1 gol, los mexicanos convirtieron el gol del triunfo al minuto 93, por lo que Uruguay perdió 2 a 1. Sus compañeros jugaron contra Malí en el último partido del grupo, pero Erick cumplió su suspensión, empataron 0 a 0. Clasificaron a octavos de final, Cabaco volvió a la zaga, se enfrentó a Brasil el 11 de junio, no convirtieron goles en lo 90 minutos, por lo que fueron a una prórroga, el marcador se mantuvo y se definió el partido mediante penales, Uruguay perdió 5 a 4, Amaral falló su tiro y los brasileros concretaron todos sus remates.
El 21 de mayo de 2015 fue incluido en la lista preliminar de 30 jugadores para defender a la selección de Uruguay en los Juegos Panamericanos de Toronto.
Luego de mostrar un buen nivel en la Copa Mundial Sub-20, el 17 de junio fue confirmado en la lista de 18 jugadores para defender a la Celeste en los Panamericanos de Canadá. Disputó un partido en la competición internacional, contra Brasil en la semifinal el 23 de julio, salieron victoriosos por 2 a 1 y clasificaron a la final. El partido por la medalla de oro fue contra México, Cabaco no tuvo minutos pero Uruguay ganó 1 a 0 con gol de Brian Lozano.

### Participaciones en juveniles
| Competición                            | Sede          | Resultado        | Partidos | Goles |
| -------------------------------------- | ------------- | ---------------- | -------- | ----- |
| Campeonato Sudamericano Sub-20 de 2015 | Uruguay       | Tercer puesto    | 8        | 0     |
| Copa Mundial Sub-20 de 2015            | Nueva Zelanda | Octavos de final | 3        | 0     |
| Juegos Panamericanos de 2015           | Canadá        | Campeón          | 1        | 0     |

### Detalles de partidos
| Con Uruguay sub-20 | Con Uruguay sub-20 | Con Uruguay sub-20   | Con Uruguay sub-20       | Con Uruguay sub-20                 | Con Uruguay sub-20                      | Con Uruguay sub-20 | Con Uruguay sub-20 | Con Uruguay sub-20                                           | Con Uruguay sub-20 |
| N.º                | Rival              | Resultado            | Fecha                    | Lugar                              | Competencia                             | Goles              | Asistencias        | Ref.                                                         |                    |
| ------------------ | ------------------ | -------------------- | ------------------------ | ---------------------------------- | --------------------------------------- | ------------------ | ------------------ | ------------------------------------------------------------ | ------------------ |
| 1                  | Paraguay           | 1:2 (0:2)            | 12 de junio de 2014      | Asunción Paraguay                  | Amistoso                                | -                  | -                  | 1                                                            |                    |
| 2                  | Perú               | 1:1 (1:1)            | 6 de agosto de 2014      | Lima · Perú                        | Amistoso                                | -                  | -                  | 2                                                            |                    |
| 3                  | Perú               | 1:0 (0:0)            | 24 de septiembre de 2014 | Montevideo · Uruguay               | Amistoso                                | -                  | -                  | 3                                                            |                    |
| 4                  | México             | 2:1 (2:0)            | 8 de octubre de 2014     | Santiago · Chile                   | Amistoso Torneo Cuatro Naciones         | -                  | -                  | 4                                                            |                    |
| 5                  | Federación Gaúcha  | 1:2 (1:1)            | 13 de noviembre de 2014  | Montevideo · Uruguay               | Amistoso                                | -                  | -                  | 5                                                            |                    |
| 6                  | Perú               | 1:3 (0:2)            | 24 de noviembre de 2014  | Asunción Paraguay                  | Amistoso Cuadrangular internacional     | -                  | -                  | 6                                                            |                    |
| 7                  | Paraguay           | 1:0 (0:0)            | 26 de noviembre de 2014  | Asunción Paraguay                  | Amistoso Cuadrangular internacional     | -                  | -                  | 7                                                            |                    |
| 8                  | Panamá             | 2:0 (2:0)            | 28 de noviembre de 2014  | Asunción Paraguay                  | Amistoso Cuadrangular internacional     | 42'                | -                  | 8                                                            |                    |
| 9                  | Panamá             | 3:3 (0:2) (5:3 pen.) | 30 de noviembre de 2014  | Asunción Paraguay                  | Amistoso Cuadrangular internacional     | -                  | -                  | 9                                                            |                    |
| 10                 | Colombia           | 1:0 (0:0)            | 15 de enero de 2015      | Maldonado · Uruguay                | Campeonato Sudamericano Fase de grupos  | -                  | -                  | 10                                                           |                    |
| 11                 | Brasil             | 0:2 (0:1)            | 17 de enero de 2015      | Maldonado · Uruguay                | Campeonato Sudamericano Fase de grupos  | -                  | -                  | 11                                                           |                    |
| 12                 | Chile              | 6:1 (3:0)            | 19 de enero de 2015      | Maldonado · Uruguay                | Campeonato Sudamericano Fase de grupos  | -                  | -                  | 12                                                           |                    |
| 13                 | Brasil             | 0:0                  | 26 de enero de 2015      | Montevideo · Uruguay               | Campeonato Sudamericano Hexagonal final | -                  | -                  | 13                                                           |                    |
| 14                 | Perú               | 3:1 (1:0)            | 29 de enero de 2015      | Montevideo · Uruguay               | Campeonato Sudamericano Hexagonal final | -                  | -                  | 14                                                           |                    |
| 15                 | Paraguay           | 2:0 (2:0)            | 2 de febrero de 2015     | Montevideo · Uruguay               | Campeonato Sudamericano Hexagonal final | -                  | -                  | 15                                                           |                    |
| 16                 | Colombia           | 0:0                  | 4 de febrero de 2015     | Montevideo · Uruguay               | Campeonato Sudamericano Hexagonal final | -                  | -                  | 16                                                           |                    |
| 17                 | Argentina          | 2:1 (1:1)            | 7 de febrero de 2015     | Montevideo · Uruguay               | Campeonato Sudamericano Hexagonal final | -                  | -                  | 17                                                           |                    |
| 18                 | Francia            | 1:1 (1:0)            | 26 de marzo de 2015      | Clairefontaine-en-Yvelines Francia | Amistoso                                | -                  | -                  | 18 Archivado el 23 de septiembre de 2015 en Wayback Machine. |                    |
| 19                 | Portugal           | 3:0 (2:0)            | 31 de marzo de 2015      | Coímbra Portugal                   | Amistoso                                | -                  | -                  | 19 Archivado el 4 de marzo de 2016 en Wayback Machine.       |                    |
| 20                 | Honduras           | 5:0 (3:0)            | 13 de mayo de 2015       | Montevideo · Uruguay               | Amistoso                                | 13'                | -                  | 20                                                           |                    |
| 21                 | Panamá             | 0:1 (0:0)            | 20 de mayo de 2015       | Hamilton Nueva Zelanda             | Amistoso                                | -                  | -                  | 21                                                           |                    |
| 22                 | Ucrania            | 1:2 (0:0)            | 24 de mayo de 2015       | Auckland Nueva Zelanda             | Amistoso                                | -                  | -                  | 22                                                           |                    |
| 23                 | Serbia             | 1:0 (0:0)            | 31 de mayo de 2015       | Dunedin Nueva Zelanda              | Copa Mundial Fase de grupos             | -                  | -                  | 23 Archivado el 31 de mayo de 2015 en Wayback Machine.       |                    |
| 24                 | México             | 2:1 (0:0)            | 3 de junio de 2015       | Dunedin Nueva Zelanda              | Copa Mundial Fase de grupos             | -                  | -                  | 24 Archivado el 27 de octubre de 2018 en Wayback Machine.    |                    |
| 25                 | Brasil             | 0:0 (5:4 pen.)       | 11 de junio de 2015      | Nueva Plymouth Nueva Zelanda       | Copa Mundial Octavos de final           | -                  | -                  | 25 Archivado el 27 de octubre de 2018 en Wayback Machine.    |                    |

| Con Uruguay sub-22 | Con Uruguay sub-22 | Con Uruguay sub-22 | Con Uruguay sub-22  | Con Uruguay sub-22 | Con Uruguay sub-22               | Con Uruguay sub-22 | Con Uruguay sub-22 | Con Uruguay sub-22 | Con Uruguay sub-22 |
| N.º                | Rival              | Resultado          | Fecha               | Lugar              | Competencia                      | Goles              | Asistencias        | Ref.               |                    |
| ------------------ | ------------------ | ------------------ | ------------------- | ------------------ | -------------------------------- | ------------------ | ------------------ | ------------------ | ------------------ |
| 1                  | Brasil             | 2:1 (0:0)          | 23 de julio de 2015 | Hamilton · Canadá  | Juegos Panamericanos Semifinales | -                  | -                  | 1                  |                    |

## Estadísticas

### Clubes
Actualizado al último partido citado el 19 de abril de 2025.
| Club                         | Div.          | Temporada     | Liga  | Liga  | Liga   | Copas nacionales | Copas nacionales | Copas nacionales | Copas internacionales | Copas internacionales | Copas internacionales | Total | Total | Total  |
| Club                         | Div.          | Temporada     | Part. | Goles | Asist. | Part.            | Goles            | Asist.           | Part.                 | Goles                 | Asist.                | Part. | Goles | Asist. |
| ---------------------------- | ------------- | ------------- | ----- | ----- | ------ | ---------------- | ---------------- | ---------------- | --------------------- | --------------------- | --------------------- | ----- | ----- | ------ |
| C. A. Rentistas · Uruguay    | 1.ª           | 2013-14       | 3     | 1     | 0      | —                | —                | —                | —                     | —                     | —                     | 3     | 1     | 0      |
| C. A. Rentistas · Uruguay    | 1.ª           | 2014-15       | 19    | 0     | 0      | —                | —                | —                | 2                     | 0                     | 0                     | 21    | 0     | 0      |
| C. A. Rentistas · Uruguay    | 1.ª           | 2015-16       | 14    | 2     | 0      | —                | —                | —                | —                     | —                     | —                     | 14    | 2     | 0      |
| C. A. Rentistas · Uruguay    | Total club    | Total club    | 36    | 3     | 0      | 0                | 0                | 0                | 2                     | 0                     | 0                     | 38    | 3     | 0      |
| C. Nacional de F. · Uruguay  | 1.ª           | 2015-16       | 7     | 0     | 1      | —                | —                | —                | 1                     | 0                     | 0                     | 8     | 0     | 1      |
| C. Nacional de F. · Uruguay  | Total club    | Total club    | 7     | 0     | 1      | 0                | 0                | 0                | 1                     | 0                     | 0                     | 8     | 0     | 1      |
| A. S. Nancy-Lorraine Francia | 1.ª           | 2016-17       | 20    | 0     | 1      | 2                | 0                | 0                | —                     | —                     | —                     | 22    | 0     | 1      |
| A. S. Nancy-Lorraine Francia | Total club    | Total club    | 20    | 0     | 1      | 2                | 0                | 0                | 0                     | 0                     | 0                     | 22    | 0     | 1      |
| Levante U. D. · España       | 1.ª           | 2017-18       | 14    | 0     | 1      | 4                | 0                | 0                | —                     | —                     | —                     | 18    | 0     | 1      |
| Levante U. D. · España       | 1.ª           | 2018-19       | 21    | 2     | 0      | 3                | 1                | 0                | —                     | —                     | —                     | 24    | 3     | 0      |
| Levante U. D. · España       | 1.ª           | 2019-20       | 11    | 0     | 0      | 1                | 0                | 0                | —                     | —                     | —                     | 12    | 0     | 0      |
| Levante U. D. · España       | Total club    | Total club    | 46    | 2     | 1      | 8                | 1                | 0                | 0                     | 0                     | 0                     | 54    | 3     | 1      |
| Getafe C. F. · España        | 1.ª           | 2019-20       | 4     | 0     | 0      | -                | -                | -                | 0                     | 0                     | 0                     | 4     | 0     | 0      |
| Getafe C. F. · España        | 1.ª           | 2020-21       | 20    | 0     | 0      | 1                | 0                | 0                | —                     | —                     | —                     | 21    | 0     | 0      |
| Getafe C. F. · España        | 1.ª           | 2021-22       | 10    | 0     | 1      | 2                | 0                | 0                | —                     | —                     | —                     | 12    | 0     | 1      |
| Getafe C. F. · España        | Total club    | Total club    | 34    | 0     | 1      | 3                | 0                | 0                | 0                     | 0                     | 0                     | 37    | 0     | 1      |
| Granada C. F. · España       | 2.ª           | 2022-23       | 15    | 0     | 0      | 1                | 0                | 0                | —                     | —                     | —                     | 16    | 0     | 0      |
| Granada C. F. · España       | Total club    | Total club    | 15    | 0     | 0      | 1                | 0                | 0                | 0                     | 0                     | 0                     | 16    | 0     | 0      |
| G. D. Estoril Praia Portugal | 1.ª           | 2023-24       | 6     | 0     | 0      | -                | -                | -                | —                     | —                     | —                     | 6     | 0     | 0      |
| G. D. Estoril Praia Portugal | Total club    | Total club    | 6     | 0     | 0      | 0                | 0                | 0                | 0                     | 0                     | 0                     | 6     | 0     | 0      |
| Racing C. Ferrol · España    | 2.ª           | 2024-25       | 4     | 0     | 0      | -                | -                | -                | —                     | —                     | —                     | 4     | 0     | 0      |
| Racing C. Ferrol · España    | Total club    | Total club    | 4     | 0     | 0      | 0                | 0                | 0                | 0                     | 0                     | 0                     | 4     | 0     | 0      |
| Total carrera                | Total carrera | Total carrera | 168   | 5     | 4      | 14               | 1                | 0                | 3                     | 0                     | 0                     | 185   | 6     | 4      |
| 1. 2.                        |               |               |       |       |        |                  |                  |                  |                       |                       |                       |       |       |        |

### Selección
Actualizado al último partido citado el 20 de noviembre de 2018.
| Selección          | Temporada         | Continental | Continental | Continental | Mundial | Mundial | Mundial | Amistosos | Amistosos | Amistosos | Total | Total | Total  |
| Selección          | Temporada         | Part.       | Goles       | Asist.      | Part.   | Goles   | Asist.  | Part.     | Goles     | Asist.    | Part. | Goles | Asist. |
| ------------------ | ----------------- | ----------- | ----------- | ----------- | ------- | ------- | ------- | --------- | --------- | --------- | ----- | ----- | ------ |
| Sub-20 · Uruguay   | 2014              | —           | —           | —           | —       | —       | —       | 9         | 1         | 0         | 9     | 1     | 0      |
| Sub-20 · Uruguay   | 2015              | 8           | 0           | 0           | 3       | 0       | 0       | 5         | 1         | 0         | 16    | 1     | 0      |
| Sub-20 · Uruguay   | Total sel.        | 8           | 0           | 0           | 3       | 0       | 0       | 14        | 2         | 0         | 25    | 2     | 0      |
| Sub-22 · Uruguay   | 2015              | 1           | 0           | 0           | —       | —       | —       | -         | -         | -         | 1     | 0     | 0      |
| Sub-22 · Uruguay   | Total sel.        | 1           | 0           | 0           | 0       | 0       | 0       | 0         | 0         | 0         | 1     | 0     | 0      |
| Absoluta · Uruguay | 2018              | -           | -           | -           | -       | -       | -       | 0         | 0         | 0         | 0     | 0     | 0      |
| Absoluta · Uruguay | Total sel.        | 0           | 0           | 0           | 0       | 0       | 0       | 0         | 0         | 0         | 0     | 0     | 0      |
| Total selecciones  | Total selecciones | 9           | 0           | 0           | 3       | 0       | 0       | 14        | 2         | 0         | 26    | 2     | 0      |
| 1. 2.              |                   |             |             |             |         |         |         |           |           |           |       |       |        |

## Palmarés

### Títulos internacionales
| Título               | Equipo                      | Sede   | Año  |
| -------------------- | --------------------------- | ------ | ---- |
| Juegos Panamericanos | Selección de Uruguay sub-22 | Canadá | 2015 |

### Títulos nacionales
| Título                     | Equipo        | País   | Año  |
| -------------------------- | ------------- | ------ | ---- |
| Segunda División de España | Granada C. F. | España | 2023 |